# Chùa Long Huê
Chùa Long Huê (tên thường gọi) từng có các tên: Sắc Tứ Long Hoa Tự, Sắc Tứ Huệ Long Tự, Ngự Tứ Quan Long Tự; là một ngôi chùa cổ thuộc hệ phái Bắc tông (Đại thừa), hiện toạ lạc ở số 131/27 đường Nguyễn Thái Sơn, quận Gò Vấp, Thành phố Hồ Chí Minh, Việt Nam.

## Lịch sử
Theo tấm bảng gỗ do ông Thiện Ngọc khắc ghi vào năm 1912 còn lưu giữ ở chùa, thì chùa Long Huê do Thiền sư Đạo Thông (? - ?, người Quảng Nam) vào xã Cai Hạt (Gia Định) lập một am nhỏ để tu hành vào năm 1798 .
Tuy nhiên, theo sách Lịch sử Phật giáo Đàng Trong , thì người lập am tu là Đạo Nham (? - ?, người Quảng Nam), và am được lập ở Gia Định trong thời chúa Nguyễn Phúc Khoát (ở ngôi chúa: 1738-1765).
Về sau, am tu ấy lần hồi được mở rộng thành chùa, và có tên là chùa Long Hoa.
Vào thời chúa Nguyễn Phúc Ánh khôi phục cơ nghiệp của dòng tộc, có lần chúa phải tạm ẩn trong chùa Long Hoa vì bị quân Tây Sơn truy bắt. Bởi vậy, sau khi lên ngôi lấy hiệu là Gia Long (1802), nhà vua đã ban "sắc tứ" cho chùa. Kể từ đó, chùa có tên là Sắc Tứ Long Hoa Tự (chữ Hán: 敕 賜 龍 華 寺) .
Dưới thời vua Minh Mạng, vì kỵ húy Hoàng hậu Hồ Thị Hoa, nên chùa đổi tên là Sắc Tứ Long Huê Tự.
Trong thời thực dân Pháp đánh chiếm Nam Kỳ, chùa bị hư hại bởi chiến tranh. Đến thời vua Thành Thái, chùa được trùng tu lại.
Năm 1966 và năm 1972, chùa lại được trùng tu lớn, tạo nên dáng vẻ như ngày nay.
Sách Danh mục tự viện, tịnh xá, tịnh thất, niệm Phật đường Thành phố Hồ Chí Minh cho biết các vị trụ trì tiền nhiệm chùa Long Huê lần lượt là: Thiền sư Đạo Thông, Hòa thượng Thích Từ Huệ, Thượng tọa Thích Bổn Viên... Trụ trì hiện nay là Đại đức Thích Nhật Hiếu.
Ngày 23 tháng 2 (âm lịch) hàng năm, chùa tổ chức giỗ chư Tổ khai sơn. Hiện tại chùa có phòng khám bệnh từ thiện và lớp học tình thương.

## Hiện vật quý
Hiện chùa Long Huê còn gìn giữ được khá nhiều hiện vật quý, đáng chú có:
- Tấm biển "Sắc tứ Long Huê tự" do vua Gia Long ban tặng.
- Bộ tượng cổ Di Đà Tam Tôn (A Di Đà, Quán Thế âm, Đại Thế Chí) được tạc bằng gỗ mít.
- Một con dấu bằng ngà, mặt trên có chạm hình kỳ lân, mặt dấu khắc 4 chữ Hán (theo lối chữ triện) "Phật Pháp Tăng Bảo", được làm vào năm Tự Đức thứ 24 (Tân Mùi, 1871).
- Đại hồng chung nặng khoảng 1000 kg, cao 1.70 m, đường kính 0.95 m; được đúc năm 1987, v.v...